# Esacus magnirostris
El alcaraván picogrueso australiano (Esacus magnirostris), también denominado alcaraván grande australiano o alcaraván de playa, es una especie de ave charadriforme de la familia Burhinidae que vive en las costas de Australasia y el Sudeste asiático.

## Descripción

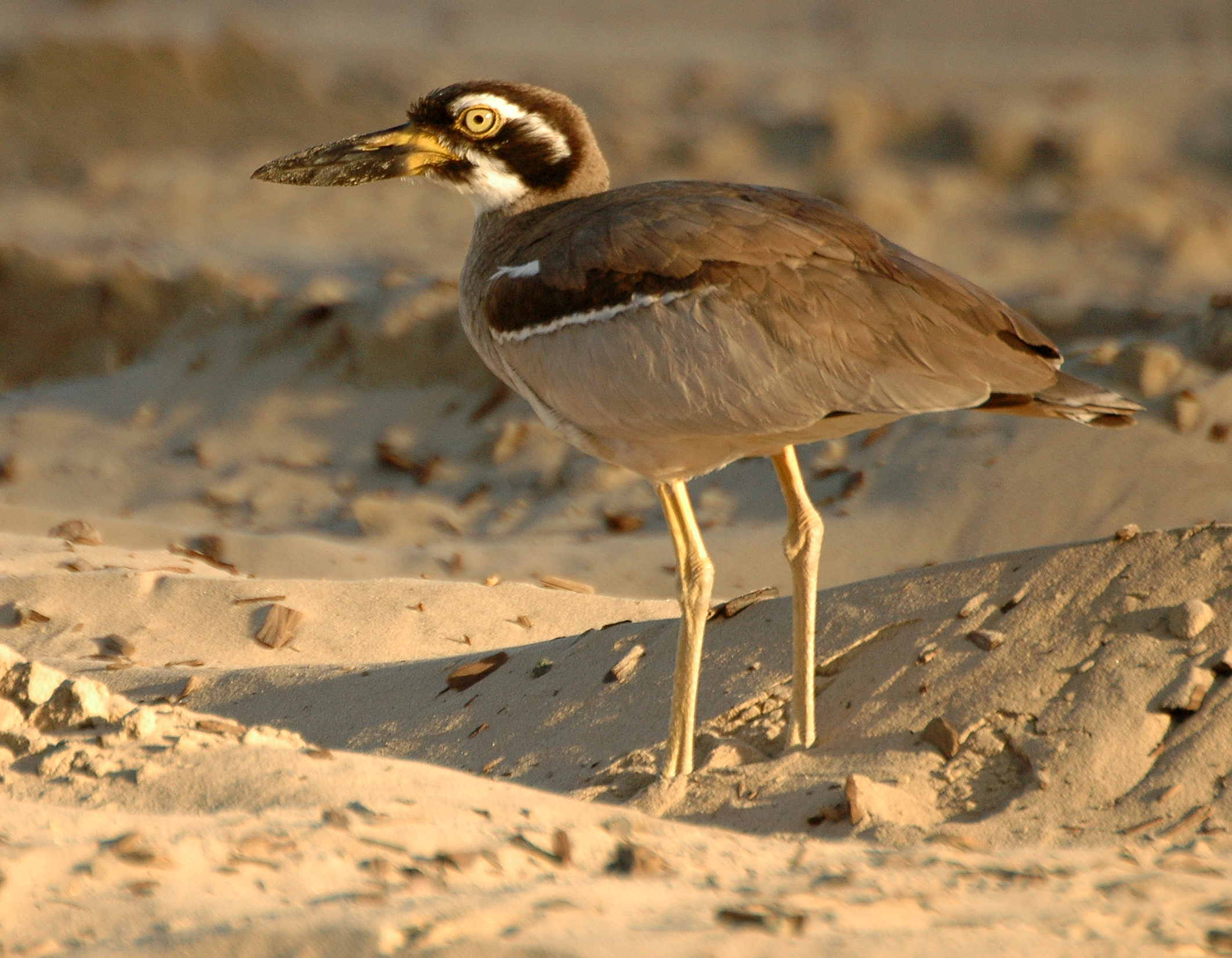
Ejemplar en Queensland, Australia.

El alcaraván picogrueso australiano es un burínido de gran tamaño que mide 55 cm y pesa 1 kg. Se caracteriza por tener un pico más largo y ancho que sus congéneres. Es menos nocturno que el resto de alcaravanes y a veces se le ve alimentándose por el día.

## Distribución y hábitat
El alcaraván picogrueso australiano es un ave sedentaria que vive en las playas abiertas solitarias, los acantilados, manglares y lodazales costeros del Sudeste asiático y Australasia. Está presente en Australia, Birmania, Brunéi, Indonesia,  Filipinas, Malasia, Nueva Caledonia, Papúa Nueva Guinea, Singapur, las islas Solomon, Vanuatu y Timor Oriental. Es un ave poco común en la mayoría de su área de distribución y es raro verlo al sur de Cairns. 

## Reproducción
Ponen un solo huevo sobre la arena de la playa justo por encima del nivel de la marea.